# 子取り池
子取り池は愛知県春日井市（東春日井郡篠木村大字下原）にかつて存在した池および、それに纏わる伝承。
『愛知県伝説集』では次のように伝えられる。大草城主の西尾道永は豪農であり、多くの田畑を所有していた。道永が田植えの様子を見廻っていると、ある一つの田では、夫婦が近くの池のほとりに幼児を入れたかごを置いて田植えを行っていた。このとき、夫婦が気づかぬうちにワシが飛んできて、幼児をさらっていった。道永はこのワシに気がついていたが、騒ぎで田植えが遅れるのを嫌がり黙っていた。それ以来この池は「子取り池」と呼ばれるようになった。
ワシが幼児をさらう「鷲の育て児」譚は類型の伝承が多く、古くは『今昔物語集』などにより知られる。子取り池の伝承も鷲の育て児譚に含まれるが、この伝承では類型の多くの伝承で伝えられる物語後半のさらわれた子の成長や親との再会は伝えられておらず、西尾道永の非道さを表すのみとなっている。